# Silhouette (patronyme)
Pour les articles homonymes, voir Silhouette.
Silhouette est un nom d'origine basque dont l'origine étymologique du mot est Ziloeta et qui signifie « endroit de trous, de grottes, de bas-fonds ». Le terme vient de l'éponyme Étienne de Silhouette.